# Quadragesimo anno
Quadragesimo anno (česky Čtyřicátého roku) je encyklika papeže Pia XI. vydaná dne 15. května 1931 k 40. výročí vydání zásadní sociální encykliky Rerum novarum. Encyklika se zabývá uspořádáním společnosti, obnově společenského řádu a jeho zdokonalení podle zásad evangelia.
Jádrem encykliky stál hlavní problém: překonání třídní společnosti. Předchozí spory v této věci byly vedeny na poli teologie i praktické pastorace s velikou tvrdostí. Lidé se následně začali obracet na kardinály a papeže a žádali od nich jasné slovo v této věci. Pius XI. plánoval vydání nové sociální encykliky už ve dvacátých letech, ale teprve 40. výročí encykliky Lva XIII. Rerum novarum mu poskytlo vítanou příležitost k vydání jednoho z nejdůležitějších dokumentů sociální nauky církve. Jako jeden z prvních v ní poukázal na praktiky komunismu.
Tato encyklika navrhla společenský řád spočívající v podstatě na funkčním středověkém řádu – stavovském státě. Je to první, ale zároveň poslední encyklika, která se pokusila předložit návrh celospolečenského řádu. Žádná další sociální encyklika ani 2. vatikánský koncil se už o žádném konkrétním novém společenském řádu nezmiňují.